# Pyrenaearia carascalensis
Hélice des Pyrénées
Espèce
Statut de conservation UICN

 LC  : Préoccupation mineure
Pyrenaearia carascalensis, l’Hélice des Pyrénées, est une espèce d'escargots terrestres de la  famille des Hygromiidae et endémique des Pyrénées, qui se rencontre le long de la chaîne centrale, des Pyrénées-Atlantiques et de la Navarre à l'ouest, jusqu'en Andorre à l'est. Assez répandue, l'espèce est considérée comme "préoccupation mineure" par l'Union internationale pour la conservation de la nature.
C'est la première espèce du genre Pyrenaearia à avoir été identifiée, et ce en 1831 par le malacologiste français Gaspard Michaud. 

## Description

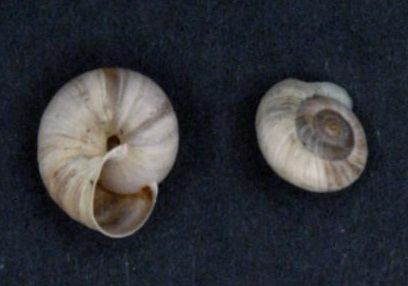
À gauche, face inférieure avec ombilic. À droite, face supérieure avec verticilles.

Pyrenaearia carascalensis est un escargot de taille moyenne avec 6,5 à 10 mm de hauteur pour 10 à 16 mm de longueur. Des deux sous-espèces, Pyrenaearia carascalensis transfuga est la plus grande avec des longueurs supérieures à 15 mm.
Le corps de l'animal est de couleur noire. La coquille est de couleur jaunâtre avec des bandes de couleur brune, le tout étant d'aspect peu brillant, plutôt mat,. On compte 5 à 5,5 verticilles (enroulements ou tours de 360° à partir du sommet, voir schéma de la coquille) composées de nombreuses bandes, ou anneaux de croissance, de couleurs différentes variant du blanc au brun. Sur la face supérieure, ces anneaux sont légèrement convexes ce qui donne un aspect rugueux et strié à cette face; tandis que la face inférieure est assez lisse. L'ouverture est légèrement plus large que haute, grossièrement ovale, avec une lèvre blanche et une bordure épaisse et "réfléchie" (voir la section gastéropode à l'article péristome),. L'ombilic (trou axial, voir schéma de la coquille) est étroit et profond. La durée de vie des Helicoidea dépassent rarement l'âge de 3 à 4 ans.
La distinction avec l'espèce voisine Pyrenaearia carascalopsis n'est pas évidente, cette dernière étant d'aspect similaire bien que légèrement plus petite. Toutefois, les études de séquence de l'ADN montrent bien qu'il s'agit d'espèces différentes,.

## Liste des sous-espèces
Selon World Register of Marine Species (1 novembre 2024) :
- Pyrenaearia carascalensis carascalensis (Michaud, 1831)
- Pyrenaearia carascalensis transfuga (Fagot, 1885)

## Répartition et habitat

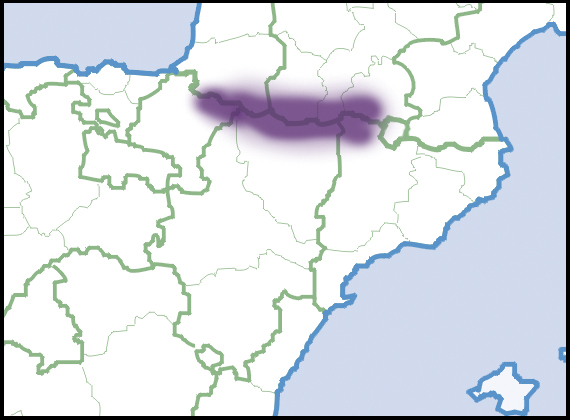
Répartition de Pyrenaearia carascalensis : en violet foncé sont indiquées les zones où l'espèce a été clairement identifiée, en violet claire les zones d'une présence éventuelle ou rare.

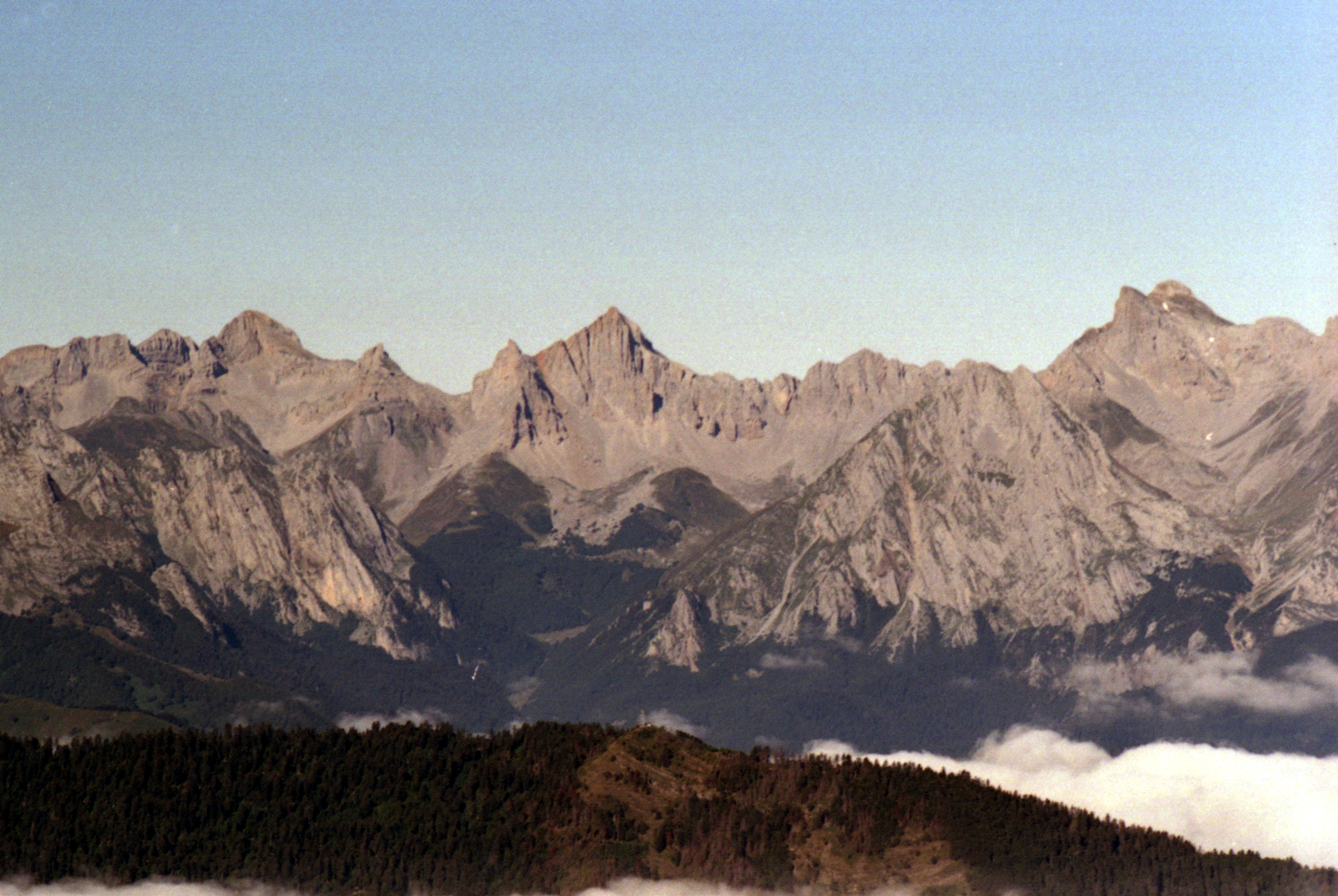
Cirque de Lescun dans la haute vallée d'Aspe (Pyrénées-Atlantiques), zone d'habitat calcaire de l'espèce.

Toutes les espèces du  genre Pyrenaearia sont adaptées au climat montagnard humide et froid, ainsi qu'à l'altitude, des Pyrénées et de la Cordillère Cantabrique. Les juvéniles peuvent avoir des poils pour capturer l'humidité ambiante. Le type d'habitat de Pyrenaeria carascalensis se trouve à une altitude comprise entre 700 et 3 000 m ; des espèces endémiques de mollusques dans les Pyrénées françaises, seules Pyrenaeria carascalensis et Abida pyrenaearia sont connues pour vivre largement au dessus de 2 000 m. Toutefois, côté espagnol, l'espèce cousine Pyrenaearia carascalopsis a été retrouvée au port de Salau à 2 087 m, quant à Pyrenaearia parva, elle a été vue au pic de Comabona dans la Serra del Cadí à 2 548 m,.
L'espèce est assez répandue le long de la zone centrale des Pyrénées, des Pyrénées-Atlantiques et la Navarre, à l'ouest, jusqu'à l'Ariège et l'Andorre, à l'est. Elle vit dans les massifs calcaires avec une végétation chasmophyte (qui pousse dans les fissures entre les rochers). Les individus peuvent vivre directement sur les parois rocheuses et dans leurs anfractuosités calcaires, ou sous les pierres disposées sur le sol argileux, ou encore dans la végétation à proximité. Ils restent inactifs pendant la saison sèche (phénomène d'estivation), montrant une activité les jours de pluie. En hiver, ils se protègent du gel en restant à l'état léthargique sous la neige saisonnière.

## Évolution
Parmi toutes les espèces du  genre Pyrenaearia, l'espèce Pyrenaearia carascalensis constitue un clade phylogénétique bien distinct parmi quatre lignées identifiées comme basales au genre : Pyrenaearia carascalopsis, Pyrenaearia parva, Pyrenaearia carascalensis et Pyrenaearia cantabrica. Ces quatre lignées, toutes issues d'une population ancestrale commune, sont la marque d'une spéciation enclenchée depuis la période du Pléistocène ou du Pliocène (il y a 5 Ma maximum), pendant les cycles de refroidissement et de réchauffement climatiques. En montagne, l'alternance de périodes glaciaires avec zones refuges isolées au microclimat plus clément, entrecoupés de périodes interglaciaires plus chaudes où des individus colonisent des milieux d'altitude plus élevée, enclenche un processus de spéciation allopatrique : des populations initialement interfécondes évoluent en espèces distinctes car elles sont isolées géographiquement.

## Protection

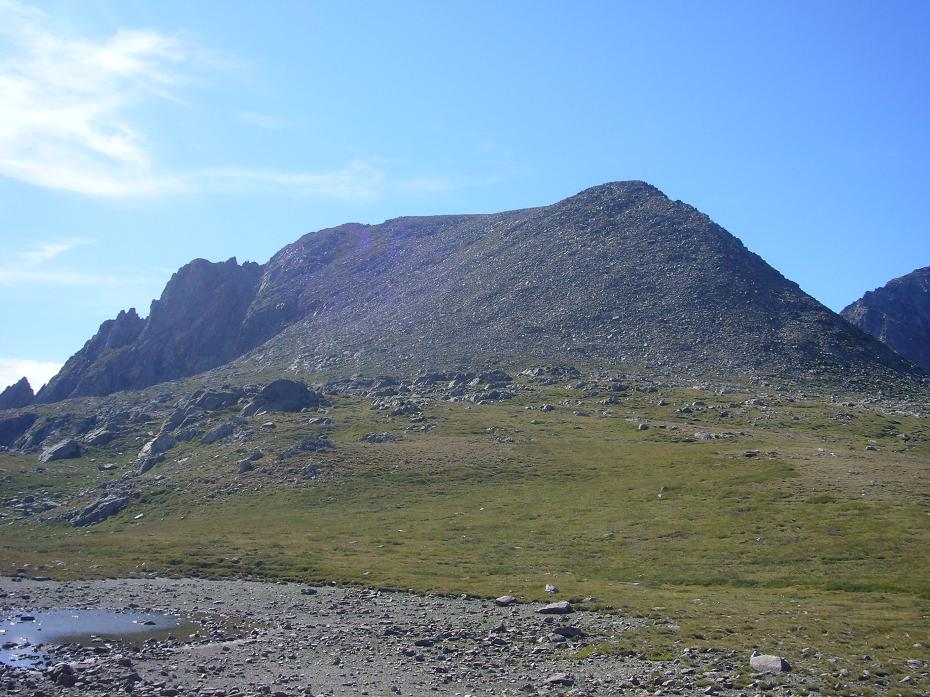
L'aiguille du Portarró d'Espot (2675 m) dans le parc national d'Aigüestortes (Catalogne), « la crête correspond au biotope apparemment typique de Pyrenaearia » (voir même photo page 56 dans la référence).

Aucun déclin de la population ou de l'aire de répartition n'est pour l'instant observé, et l'espèce est considérée comme de préoccupation mineure par l'Union internationale pour la conservation de la nature. Toutefois, la biologie de l'espèce (régime alimentaire, taux de reproduction, mortalité), la taille de sa population, ainsi que les zones d'occupation, devraient être étudiées et précisées. Une partie des emplacements où vit Pyrenaearia carascalensis est déjà située dans des zones protégées par des réserves naturelles nationales ou régionales, comme la haute vallée d'Aspe avec le parc national des Pyrénées, et le port d'Espot et Montanyó de Llacs (ca) dans le parc national d'Aigüestortes et lac Saint-Maurice.

## Systématique
Le nom valide complet (avec auteur) de ce taxon est Pyrenaearia carascalensis (Michaud, 1831).
L'espèce a été initialement classée dans le genre Helix sous le protonyme Helix carascalensis Michaud, 1831.
Ce taxon porte en français le nom vernaculaire ou normalisé suivant : Hélice des Pyrénées.
Pyrenaearia carascalensis a pour synonymes :
- Helix velascoi fulvocornea Hidalgo, 1867
- Pyrenaearia velascoi aralarensis Prieto, 1986
- Pyrenaearia velascoi velascoi (Hidalgo, 1867)
- Helix carascalensis Michaud, 1831
- Helix velascoi Hidalgo, 1867
- Pyrenaearia velascoi (Hidalgo, 1867)

### Publication originale
- Gaspard Michaud, Complément de l'histoire naturelle des mollusques terrestres et fluviatiles de la France, vol. 1, Verdun, Annales de Malacologie, 1831, 116 p. (lire en ligne), p. 29-30.